# لندست ۹
لندست ۹ (انگلیسی: Landsat 9) ماهواره برنامه‌ریزی‌شده دیده‌بانی زمین متعلق به ایالات متحده است که قرار است طبق برنامه در سپتامبر ۲۰۲۱ (شهریور ۱۴۰۰) به فضا پرتاب شود. مسؤلیت ساخت، پرتاب و آزمایش این سامانه با ناسا بوده و سازمان زمین‌شناسی آمریکا (USGS) مسئولیت پردازش، بایگانی و توزیع داده‌های آن را بر عهده دارد. با توجه به شکست لندست ۶ در قرارگیری در مدار خود، لندست ۹ هشتمین ماهواره از برنامه لندست به‌شمار می‌رود.